# 颱風蘭恩 (2017年)
颱風蘭恩（英語：Typhoon Lan，國際編號：1721，聯合颱風警報中心：WP252017，菲律賓大氣地球物理和天文服務管理局：Paolo），是2017年太平洋颱風季第21個被命名的熱帶氣旋。「蘭恩」一名由美國提供，是馬紹爾語的風暴之意。此名字為第一次使用，取代與東北太平洋熱帶氣旋命名表產生同名衝突的韋森特。

## 發展過程
美國海軍研究實驗室於10月11日開始關注位於楚克群島附近的熱帶擾動。同日下午6時，美國海軍研究實驗室給予擾動編號91W。10月14日上午10時30分，聯合颱風警報中心發佈熱帶氣旋形成警報。 10月15日上午3時，日本氣象廳將蘭恩升為熱帶低氣壓。上午8時，臺灣中央氣象局也把它升格為熱帶低氣壓。下午3時，日本氣象廳發佈烈風警報。晚上8時，聯合颱風警報中心給其編號為熱帶低氣壓25W。
因應當區垂直風切變減弱，加上高達30度高溫的海水，造就良好的環境，因此日本氣象廳將其升格為熱帶風暴，並命名為蘭恩。而各部門都分別在16日將其升格為熱帶風暴。蘭恩在17日開始發展出中心密集雲團，各部門分別將其升格為強烈熱帶風暴。
日本氣象廳率先在16日晚上把蘭恩升格為颱風，而大部分部門都先後在17日早上把蘭恩升格為颱風，香港天文台在晚上10時45分才作出升格，時間稍微滯後。19日蘭恩開始發展出「雲捲風眼」，並逐漸增強。
20日上午，蘭恩的雲捲風眼擴增成一個大型風眼，聯合颱風警報中心指出蘭恩已進入快速增強期。20日下午中國氣象局和香港天文台將蘭恩升格為強颱風。
香港天文台在21日凌晨2時將其升格為超強颱風，而聯合颱風警報中心也同時把蘭恩升格為超級颱風，而臺灣中央氣象局也在上午8時將蘭恩升格為強烈颱風。
22日下午2時，臺灣中央氣象局將蘭恩降格為中度颱風。
23日上午3時，登陸日本靜岡縣掛川市。上午8時，臺灣中央氣象局將蘭恩降格為輕度颱風，下午2時，臺灣中央氣象局認為其已轉化為溫帶氣旋。
日本氣象廳在事後發佈的最佳路徑中，把蘭恩的強度向上修訂，接近中心最高持續風速從95節（每小時175公里）上調為100節（每小時185公里），中心最低氣壓由925百帕斯卡下調至915百帕斯卡。
| 排名 | 熱帶氣旋 | 名稱（英文） | 登陸時間（UTC+8）       | 登陸地點                   |
| ---- | -------- | ------------ | ----------------------- | -------------------------- |
| 1    | 比芝     | Page         | 1990年11月30日 13時     | 和歌山縣西牟婁郡白濱町以南 |
| 2    | 黛娜     | Dinah        | 1967年10月28日 2時30分  | 愛知縣南部                 |
| 3    | 蘭恩     | Lan          | 2017年10月23日 2時      | 靜岡縣掛川市附近           |
| 4    | 蠍虎     | Tokage       | 2004年10月20日 12時     | 高知縣土佐清水市附近       |
| 5    | 奧蓓     | Opal         | 1955年10月20日 11時     | 和歌山縣田邊市附近         |
| 6    | 泰培     | Tip          | 1979年10月19日 8時30分  | 和歌山縣西牟婁郡白濱町附近 |
| 7    | 謝柏     | Zeb          | 1998年10月17日 15時30分 | 鹿兒島縣枕崎市附近         |
| 8    | 凱利     | Kelly        | 1987年10月16日 23時     | 高知縣室戶市附近           |
| 9    | 露芙     | Ruth         | 1951年10月14日 18時     | 鹿兒島縣市來串木野市附近   |
| 10   | 黃蜂     | Vongfong     | 2014年10月13日 7時30分  | 鹿兒島縣枕崎市附近         |

## 影響

### 日本
當地發布之最高風力警報：暴风警报

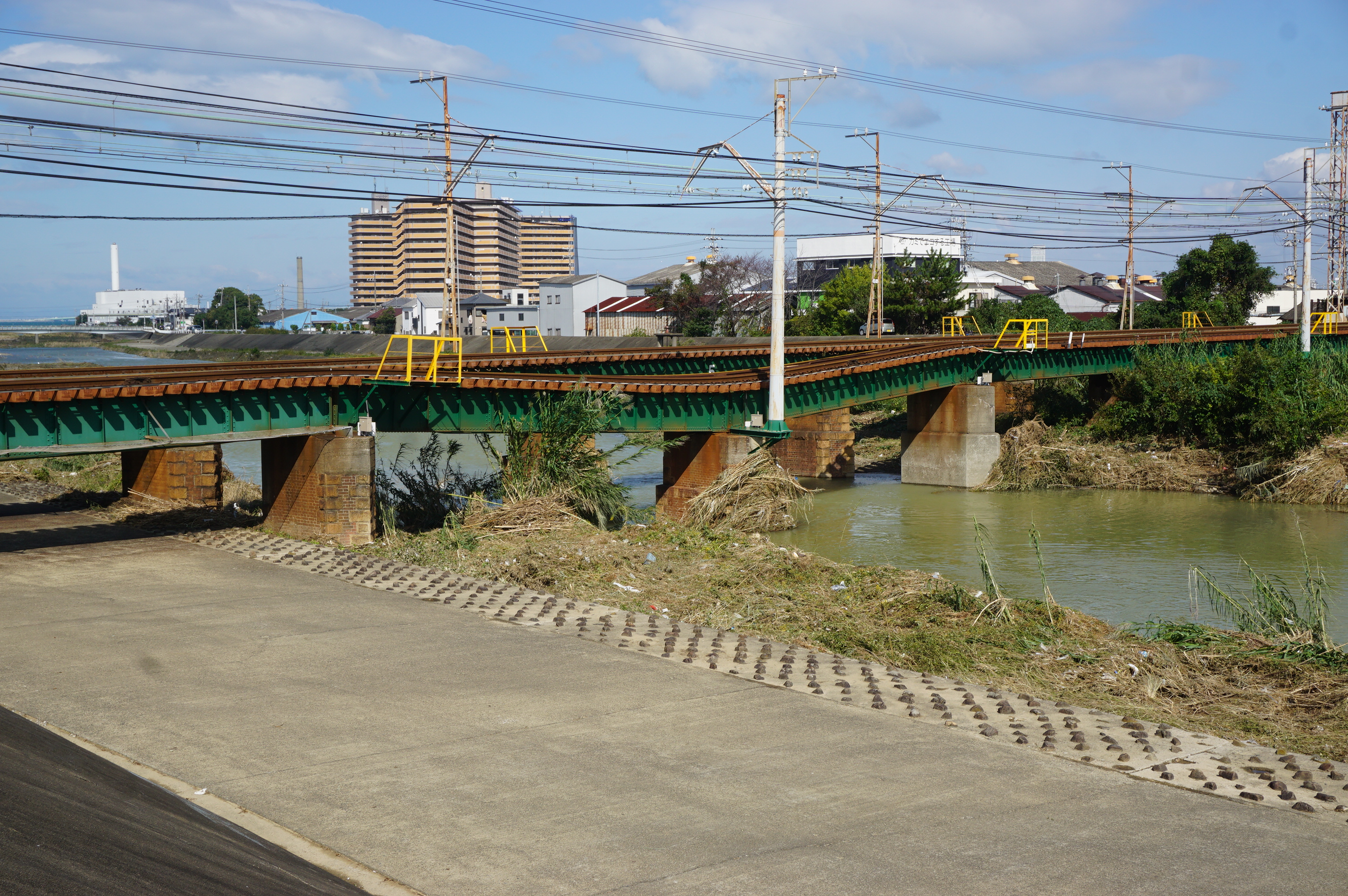
颱風蘭恩吹襲後，南海本線男里川橋的橋腳受損，橋樑下陷

隨着颱風蘭恩逐漸迫近，日本氣象廳在10月20日下午4時36分率先在八重山群島發出強風注意警報，當晚沖繩、九州有狂風驟雨並吹起東北強風，至21日亦分別在九州等地發布強風注意警報。22日沖繩中城村、宜野灣市、下地島、大東群島、南城市風力曾達烈風程度，屋久島更受暴風影響。雖然蘭恩還未登陸，但長崎縣較為當風，日本氣象廳於10月21日下午6時13分在壹岐市、西海市以及五島市發出暴風警報，其後日本多個縣在10月22日發出暴風警報。隨著颱風「蘭恩」逐步迫近日本本州，受蘭恩的環流影響，本州風雨增強，部分地區河流水位上漲，氣象廳向部分地区发布泥石流警戒消息。受泥石流影響，高知縣一個眾議院選舉的票站，需要延遲開放。氣象廳形容，蘭恩是超大型及非常強的風暴，呼籲民眾聽從各市政府的疏散指示。首相安倍晉三聽取內閣官員匯報防災工作，要求盡力保障民眾生命，及時發放最新信息，自衛隊亦要做好救災的準備。
風暴亦影響到交通，部分JR路線列車服務22日下午開始減少班次，甚至停駛。全日本的機場超過三百七十班機取消，部分來往香港及日本的航班亦受影響，需要延遲一天起飛或取消。
蘭恩在10月23日凌晨3時許，於靜岡縣御前崎市附近登陸，並在早上橫越首都圈一帶，路徑大致移向本州以東海域，神奈川縣、北陸地區雨量高達300毫米，幾乎相當於當地十月份的平均總雨量，和歌山直至22日傍晚已錄得800毫米雨量，東北與近畿地區多條河流的水位上漲，超越警戒線；當地傳媒指颱風至今已造成最少五人死亡，一人失蹤，另有逾百人受傷。其中福岡市一處工地昨日下午崩塌，路過現場的63歲男子被其壓中，送院後不治，大阪岸和田市亦發生山泥傾瀉，大量沙泥夾雜洪水沖走多輛汽車，救援人員在其中一架車內發現一名68歲女性的屍體，此外10月23日清晨三重縣一名29歲男子駕車行經山坡時失事身亡。
農林水產省宣布，農林水產業的損失額一共超過108億日元。農作物的損失超過46億日元，而漁務的損失則超過17億日元。
受蘭恩影響，東京羽田機場及成田機場早上有約380班航班取消，大阪、三重等16個縣向超過21萬居民發出避難指示，東京、奈良等11個市有近140幢建築物受水淹；而東海道新幹線歧阜羽島至米原段因隧道出現滲水加上架空電纜停電，導致最少42班列車停駛，最長的延誤達八小時，北陸新幹線富山至東京路段亦受大樹倒塌影響，東京都內地鐵和火車服務同樣出現延誤甚至暫停。氣象部門提醒，雖然蘭恩的風力持續減弱，10月24日亦進一步減弱為熱帶低氣壓，但仍有可能引發山泥傾瀉和河流氾濫。

### 菲律賓
熱帶低氣壓WP262017與颱風蘭恩的外圍雲帶及一道熱帶輻合帶產生相互作用，為棉蘭老島和米沙鄢群島帶來降雨。多個省份據報發生水災和山泥傾瀉。降雨菲律賓全國造成18人死亡，經濟損失約2.48億菲律賓比索（483萬美元）。在之後的10月19日，26被颱風蘭恩吸收。

## 外部連結
| 太平洋颱風季             |
| 主題頁 - 專題 - 編輯指南 |

- （英文）颱風2000：各氣象部門對蘭恩的預測路徑集合 （页面存档备份，存于）
- （英文）美國太空總署：相關資料 （页面存档备份，存于）
- （日語）日本氣象廳：數位颱風網資料（日文版 （页面存档备份，存于）、英文版 （页面存档备份，存于））、1721最佳路徑數據（日文版 （页面存档备份，存于）、英文版 （页面存档备份，存于））、2017年熱帶氣旋最佳路徑圖（日文版 （页面存档备份，存于）、英文版 （页面存档备份，存于））、2017年熱帶氣旋最佳路徑數據 （页面存档备份，存于） （页面存档备份，存于）
- （英文）美國聯合颱風警報中心：25W最佳路徑數據 （页面存档备份，存于）、最佳路徑圖 （页面存档备份，存于） （页面存档备份，存于）
- （英文）美國海軍研究實驗室：25W檔案 （页面存档备份，存于）
- （繁體中文）臺灣交通部中央氣象局：颱風資料庫——
- （繁體中文）香港天文台：2017年10月熱帶氣旋概述 （页面存档备份，存于）、實時天氣稿（10月15日 （页面存档备份，存于）－16日 （页面存档备份，存于）－17日 （页面存档备份，存于）－18日 （页面存档备份，存于）－19日 （页面存档备份，存于）－20日 （页面存档备份，存于）－21日 （页面存档备份，存于）－22日 （页面存档备份，存于）－23日 （页面存档备份，存于））
- （英文）菲律賓大氣地球物理和天文管理局：熱帶氣旋發佈存檔 （页面存档备份，存于） （页面存档备份，存于）